# QBS
QBS là nhóm nhỏ của nhóm nhạc nữ Hàn Quốc T-ara, thành lập vào năm 2013, gồm ba thành viên: Boram, Qri, So Yeon. Nhóm sẽ chỉ tập trung với phong cách âm nhạc ballad và hoạt động chủ yếu ở Nhật Bản.

## Lịch sử
Vào tháng 4 năm 2013, Core Contents Media (MBK) đã thành lập một nhóm nhỏ T-ara N4 gồm các thành viên Eun Jung, Areum, Ji Yeon và Hyomin. Một thời gian ngắn sau đó, công ty đã thông báo T-ara sẽ lập thêm một nhóm nhỏ nữa hoạt động tại Nhật Bản với tên gọi là QBS, bao gồm các thành viên còn lại. Nhóm nhỏ này sẽ tập trung vào thị trường Nhật Bản, và sẽ phát hành ra mắt đĩa đơn "Kaze no Youni" (風のように?, "Like The Wind") vào ngày 26 tháng 6 năm 2013.

## Thành viên
| Tên                    | Tên thật                      | Ngày sinh         |
| ---------------------- | ----------------------------- | ----------------- |
| Boram (Hangul: 보람)   | Jeon Boram (Hangul: 전보람)   | 22 tháng 3, 1986  |
| Qri (Hangul: 큐리)     | Lee Ji-hyun (Hangul: 이지현)  | 12 tháng 12, 1986 |
| So Yeon (Hangul: 소연) | Park In-jung (Hangul: 박인정) | 5 tháng 10, 1987  |

## Đĩa nhạc
Đĩa đơn
- 2013: Like The Wind